# ماشین (آلبوم)
آلبوم ماشین (به انگلیسی: Machine) دومین آلبوم استودیویی گروه استاتیک ایکس است که در مه سال ۲۰۰۱ به بازار عرضه شد.این آلبوم دارای ۱۲ آهنگ رسمی و دو تِرَک جایزه ژاپنی است.